# Flint, agent secret
Flint, agent secret (títol original en anglès: Our Man Flint) és una pel·lícula estatunidenca de Daniel Mann, estrenada el 1966. Ha estat doblada al català.
La pel·lícula és una versió paròdica i més aviat «kitsch» de la sèrie dels James Bond, i donarà lloc a una continuació, un any després: F com a Flint.

## Argument
A petició del president dels Estats Units, Derek Flint està encarregat de trobar tres savis bojos que intenten prendre el control del planeta, causant irrupcions volcàniques i terratrèmols...

## Repartiment
- James Coburn: Derek Flint
- Gila Golan: Gila
- Lee J. Cobb: Lloyd Cramden
- Edward Mulhare: Malcolm Rodney
- Rhys Williams: El Doctor Krupov
- Peter Brocco: El Doctor Wu
- Benson Fong: El Doctor Schneider
- Russ Conway: el general Hawkin
- Michael St. Clair: Hans Gruber
- Shelby Grant: Leslie
- Sigrid Valdis: Anna
- Helen Funai: Sakito
- Gianna Serra: Gina
- Tura Satana: el 2n ballarí
- James Brolin: un tècnic
- Joe Gray: un guàrdia de seguretat
- Steven Geray: el diplomatic alemany
- Bob Gunner: l'agent 0008
- Eugene Borden: el diplomatic francès

## Comentaris
- El cinema americà explotarà el filó dels James Bond  produint altres espies recurrents, entre els quals Dean Martin en el paper de Matt Helm.